# Simulium geigyi
Simulium geigyi es una especie de insecto del género Simulium, familia Simuliidae, orden Diptera.
Fue descrita científicamente por Garms & Hausermann, 1968.